# Leon Józef Małyński
Leon Józef Małyński herbu Poraj (zm. przed 26 czerwca 1770 roku) – wojski większy wołyński w latach 1765–1770, wojski łucki w latach 1748–1765.
Sędzia kapturowy powiatu łuckiego w 1764 roku.